# فاخر عاقل
فاخر عاقل (1918 - 27 ديسمبر 2010) عالم نفس سوري، أستاذ علم النفس التربوي في جامعة دمشق، عمل كأستاذ لعلم النفس في عدد من الجامعات العربية وألّف العديد من الكتب في مجالات النفس وعلومها، كما أنّه أول من وضع معجما لعلم النفس باللغة العربية، حاز على وسام الاستحقاق السوري من الدرجة الممتازة.
ولد فاخر عاقل لأسرة متوسطة، حيث كان والده موظفاً يعمل مديراً لمالية مدينة الباب في محافظة حلب حيث درس الابتدائية في مدارسها، حصل على الباكالوريوس والماجستير في علم النفس من الجامعة الأميركية في بيروت وحصل على الدكتوراة في علم النفس التربوي من جامعة لندن.

## حياته
ولد عاقل عام 1918م في بلدة «كفر تخاريم» التابعة لمحافظة إدلب، يومها كان والده يعمل في الإدارة المالية أواخر العهد العثماني في نواحي حلب، وفي حلب كانت دارسته الابتدائية في مدرسة منطقة الباب التي كان والده مديرًا للخزينة فيها.
بعد الابتدائية أرسله والده لمتابعة دراسته بين عامي 1936-1937 ثم انتقل إلى حلب ودخل مدرسة الروم الكاثوليك وبقي فيها طالباً داخلياً مدة سنتين ثم تركها إلى مدرسة التجهيز (المأمون) وبقي فيها ست سنوات نال فيها البكالوريا (الثانوية العامة). في صغره أحب اللغة الفرنسية وكان مجداً بها فقُـدمت له منحة من قبل مدير المدرسة الأميركية ببيروت عندما زار ثانوية حلب وكشف في زيارته عن نبوغ فاخر عاقل في اللغة الفرنسية.
رشح فاخر ضمن قائمة مبعوثين سوريين للدراسة في بيروت، لكن حين صدرت القوائم لم يجد اسمه من بين الأسماء برغم تفوقه، إذ قام أحد الوجهاء السوريين بمسح اسمه من القائمة، فذهب لسؤال وزير المعارف السوري عبد الرحمن كيالي، لمعرفة سبب شطب اسمه ولما لم يجد جواباً، قرر بالاتفاق مع والده دراسة الطب في جامعة دمشق التي كانت تعرف حينها بالجامعة السورية. في السنة الثانية لدراسته وفي ذات مساء سمع بائع الجرائد ينادي على أن في جريدته أسماء المبعوثين إلى الجامعة الأميركية، اختار دراسة علم النفس في الجامعة الأميركية اختصاصًا أساسيًا والتربية اختصاصًا فرعيًا، وحصل على شهادتي البكالوريوس والماجستير وفي الجامعة الاميركية تتلمذ على يد كل من قسطنطين زريق وشارل مالك، ونال شهادتي البكالوريوس والماجستير. بعدها طلبته وزارة المعارف السورية وأجبرته على الالتحاق بها بناءً على عقد موقع معها بسبب التزام الابتعاث، وعين أستاذًا في دار المعلمين لتدريس مادتي علم النفس والتربية.
اثناء إشغال ساطع الحصري لمنصب مستشار التعليم في سورية عقب انتقاله من العراق زار الحصري عاقل في الصف، ونشأت بينهما صداقة، ولما أراد الحصري أن يوسع الجامعة السورية، أوفد عاقل إلى جامعة لندن شريطة أن يدرس علم النفس على يد الأستاذ المشهور سير سيدل بيرت، فذهب إلى لندن العام 1946م وطلب مقابلة بيرت، وقال له إنه موفد لتحضير الدكتوراه معه، فسأله عن الشهادة التي يحملها، وحين علم أنه حاصل على الماجستير في علم النفس والتربية من الجامعة الأميركية في بيروت؛ وهي جامعة تابعة لولاية نيويورك، قال بيرت: «آسف لا أستطيع قبولك لأني لا أحترم الشهادات الأميركية، فإذا أحببت أن تحضّر الماجستير معنا فأهلا بك، وأما الدكتوراه فلا.» كان ذلك الموقف أول صعاب الغربة، إذ خرج عاقل آسفًا حزينًا وذهب إلى جامعة السوربون في باريس، وسجل لشهادة الدكتوراه، وكتب إلى ساطع الحصري يعلمه بما جرى، فكتب إليه الحصري يقول: «إما الدكتوراه مع بيرت أو فارجع من حيث ذهبت». عاد عاقل إلى البروفيسور بيرت وطلب مقابلته وسأله: لماذا لا تقبلني في الدكتوراه؟ قال: إنك لن تنجح وستسقط، فقال عاقل: جربني وافحصني فإذا سقطت سأستأذن وزارة المعارف لإيفادي إلى أميركا، فوافق بيرت بشرط أن يجري عاقل تجارب قياسية في علم النفس، وأن يكتب مقالين بالإنجليزية يصلحان للنشر في مجلة علم النفس البريطانية، وبعد مدة وجيزة استطاع عاقل أن يحقق شروط أستاذه الصعبة وتفوق في رسالته التي أعدها.
له ثلاثة أولاد: كبراهم هدى وهي الآن أستاذة في جامعة ميشغن، ترأس مؤسسة للعلوم النفسية، ولها مخبر يحضر إليه حملة الدكتوراه من أنحاء العالم للتخصص، وفي هذه اللحظة تبحث في مرض الاكتئاب. ابنه طبيب للأمراض الصدرية ومنها انتقل إلى مرض الإيدز في لوس أنجلوس، وقد أصبح خبيراً عالمياً في هذا المرض. ابنته الثالثة طبيبة نفسية في واشنطن تعمل في الحكومة الأمريكية واختصاصها هو الشيزفرنيا (الانفصام) أيضاً عندها مخبرها الخاص وهي تحاضر وتكتب.
أثناء وجوده في لندن زاره محافظ لندن حينها في بيته وعرض عليه الجنسية البريطانية ولكنه رفض.

## وفاته
توفي يوم الأربعاء بتاريخ 27 ديسمبر 2010م عن عمر ناهز الثانية والتسعين، بعد مسيرة طويلة في التأليف والتدريس، الوفاة كانت في دار السعادة للمسنين في مدينة حلب، حيث اختارها عاقل أن تكون المحطة الأخيرة في رحلته بالدنيا، فحلب الطفولة والحب ظلت المقصد والسبيل بالنسبة إليه.

## عمله
نتيجة لأعمال الدكتور فاخر عاقل في عدد من المهمات التي أوكلت له في جامعات عديدة وانتاجه الفكري الذي تجاوز الخمس وعشرين كتابا، كرّم من قبل الرئيس السوري بشار الأسد ب«وسام الاستحقاق السوري من الدرجة الممتازة».
- عمل مدرساً في دور المعلمين في دمشق، ثم مفتشاً لمعارف دمشق، ثم أستاذاً مساعداً، ثم أستاذاً في علم النفس، ورئيساً لقسم علم النفس في جامعة دمشق. تقاعد عام 1983م.
- عمل خبيراً ورئيساً لبعثة اليونسكو في مصر والأردن، ودرسّ في الجامعة الأردنية ثلاث سنوات وعمل أستاذاً زائراً في جامعة الكويت.
- أسس معهد المعلمين الريفية، وهو مركز للتنمية الريفية في محافظة اربد في الأردن والذي عرف فيما بعد باسم دار المعلمين الريفية في حوارة، فهو يهدف إلى التربية والتوعية والتعليم للصغار والكبار بصفته رئيساً لبعثة اليونسكو، بالإضافة إلى مساهمته في مجتمع حواره وتفاعله مع قضاياهم.[1]
- خلال وجوده في الأردن ساهم في تأسيس الجامعة الأردنية وعلّم فيها في قسم علم النفس ثلاث سنوات،
- عمل نائباً لمديرية التربية الأساسية في المنوفية في مصر ورئيساً لقسم التدريب فيها.

## مؤلفاته
عبر مسيرة طويلة من العطاء الفكري والتربوي أنتج فاخر عاقل ما يزيد على 27 كتابا في التربية وعلم النفس باللغات العربية والإنجليزية، 24 منها مؤلفة و3 كتب مترجمة، وأغلب مؤلفاته درست في جامعة دمشق وجامعات عربية أخرى، ومنها:-
1. كتاب علم النفس وتطبيقه على التربية (1945)
2. كتاب المفردات الأساسية للقراءة (1953)
3. كتاب دراسات في التربية وعلم النفس (1959)
4. كتاب نظريات حديثة في التعلم (1963)
5. كتاب اعرف نفسك – دراسات سيكولوجية (1964)
6. كتاب معالم التربية ـ دراسات في التربية العامة والتربية العامة (1964)
7. كتاب علم النفس – دراسة التكيف البشري (1965)
8. كتاب التعلم ونظرياته (1967)
9. كتاب رحلة عبر المراهقة (1967)
10. كتاب مدارس علم النفس (1967)
11. كتاب سلوك الطفل (1969)
12. كتاب معجم علم النفس (1971)
13. كتاب علم النفس التربوي (1972)
14. كتاب علم النفس في خدمة المقاتلين (1972)
15. كتاب أصول علم النفس وتطبيقاته (1973)
16. كتاب التربية قديمها وحديثها (1974)
17. كتاب الإبداع وتربيته (1975)
18. كتاب أسس البحث العلمي في العلوم السلوكية (1979)
19. كتاب معجم العلوم النفسية (2004م)
20. كتاب علماء نفس أثروا في التربية وبحوث أخرى (2004 م)
كما ألف قاموسين هما:
- «معجم علم النفس»
- «معجم العلوم النفسية» الذي ضمنه نحو 8000 مصطلح مشروح باللغتين العربية والإنجليزية.

اشتغل عليهما لأكثر من سبع سنوات، كما دأب على كتابة المقالات في الصحف والمجلات العربية. كما لم يبخل بمكتبته التي تحتوي على أكثر من 4500 كتاب على أبناء بلده وأهداها لمكتبة الأسد الوطنية.